# 1616 en philosophie
Chronologie de la philosophie
- 1612
- 1613
- 1614
- 1615
- 1616
- 1617
- 1618
- 1619
- 1620

L’année 1616 a été marquée, en philosophie, par les événements suivants :

## Publications
- Comenius : 
  - Grammaticae facilioris praecepta (Préceptes d'une Grammaire plus facile), 1616 - manuel de grammaire, aujourd’hui perdu;
  - Divadlo veškerenstva věcí (Théâtre de l'universalité des choses), 1616 - un projet incomplet en vue de la première encyclopédie tchèque.

- Uriel da Costa :  Propositions contre la tradition (portugais : Propostas contra a tradição), ca. 1616

- Fortunio Liceti : De monstruorum natura, caussis, et differentiis libri duo,, 1616, la prermière étude sur les malformations de l'embryon.

- Johann Heinrich Alsted : Physica Harmonica, Herborn.

## Naissances
- André Graindorge, né en 1616 à Caen, où il est mort le 13 janvier 1676, est un philosophe français.